# Maria Lúcia Petit

O corpo de Maria Lúcia fotografado pelos militares antes de ser enterrado em Xambioá. Araguaia, 1972.

Maria Lúcia Petit da Silva (Agudos, 20 de março de 1950 – Xambioá, 16 de junho de 1972) foi uma professora e guerrilheira brasileira, militante do Partido Comunista do Brasil, PCdoB, fundado em 1962 por dirigentes proletários de esquerda. Participou da luta armada contra a ditadura militar, vigente entre 1964 e 1985, integrando a Guerrilha do Araguaia.
Maria Lúcia foi representante da luta contra a exclusão de mulheres na participação política. Ex-participante do movimento estudantil secundarista em São Paulo, usava o codinome 'Maria' para ser identificada nas guerrilhas.
Com os ataques dos militares aos destacamentos guerrilheiros, Maria e seus irmãos mais velhos, Jaime e Lúcio, iniciaram as ações na região do rio Araguaia, na divisa entre os estados de Goiás (hoje Tocantins) e Pará. Os dois são considerados até hoje como desaparecidos.
É um dos casos investigados pela Comissão da Verdade, fundada especialmente para realizar investigações sobre os crimes cometidos pelo Estado brasileiro, com interesse em apurar mortes e desaparecimentos na ditadura militar brasileira.

## Biografia
Maria Lúcia nasceu no município de Agudos, no interior do estado de São Paulo. Era filha de José Bernardino da Silva Júnior, administrador de uma fazenda em Jaú, e de Julieta Petit da Silva, costureira filha dum argentino com uma espanhola, e irmã de Jaime Petit da Silva e Lúcio Petit da Silva, ambos guerrilheiros que desapareceram no Araguaia durante o regime militar.
Cursou o primário, o ginásio e os dois primeiros anos do ensino médio em Duartina, São Paulo, vindo a concluí-lo em São Paulo, no Instituto de Educação Fernão Dias, no bairro de Pinheiros, em 1968, quando participou do movimento estudantil secundarista. Em 1969, prestou concurso público para o magistério. Foi professora primária municipal e passou a lecionar na EMPG Tenente Aviador Frederico Gustavo dos Santos, na Vila Cachoeirinha, na capital paulista.
No início de 1970, como militante do PCdoB, foi para o interior de Goiás e, logo após para o sul do Pará, fixando-se na área de Caianos. Maria Lucia se dedicou ao magistério ensinando crianças das redondezas e trabalhando em atividades de plantio, conquistando grande simpatia dos moradores da região.
O Exército brasileiro cercou a região de atuação das guerrilhas utilizando grandes armamentos e aparatos militares em 1972. Relatos cedidos à Comissão da Verdade contam que Maria Lúcia teria sido fuzilada por tropas do exército, comandado pelo General Antônio Bandeira, ao tentar proteger um camponês nesse mesmo episódio.

## Morte
Maria pertenceu ao destacamento C da Guerrilha do Araguaia. Segundo depoimentos de sobreviventes, ela foi morta a tiro em junho de 1972, em confronto com uma patrulha do Exército Brasileiro próximo a Xambioá, região do Araguaia, sul do Pará. Maria liderou um grupo de guerrilheiros na tarde de 16 de junho até a casa de 'João Coioió', caboclo da região e até então de confiança dos guerrilheiros e amigo de 'Maria', na busca por suprimentos. Coioió, como vários camponeses da área, foram aliados dos militares e havia se passado para o lado das forças contra-terroristas comunistas, Maria foi atingida por Coioió com um tiro de carabina na trilha próxima à casa, morrendo instantaneamente.
O Relatório Arroyo, escrito por Ângelo Arroyo, dirigente do PCdoB que conseguiu escapar do cerco militar à região em 1974, descreveu sua morte:
Em meados de junho, três companheiros dirigidos por Mundico [Rosalindo Souza] procuraram um elemento de massa, João Coioió, para pedir-lhe que fizesse uma pequena compra em São Geraldo. Coioió já tinha ajudado várias vezes os guerrilheiros com comida e informação. Ficou acertado o dia em que ele voltaria de São Geraldo para entregar as encomendas. À noitinha desse dia aproximaram-se da casa Mundico, Cazuza [Miguel Pereira dos Santos] e Maria [Maria Lúcia Petit da Silva], mas perceberam que não havia ninguém. Cazuza afirmou que ouvira alguém dizendo baixinho: “pega, pega”. Mas os outros dois nada tinham ouvido.

Acamparam a uns 200 metros. Durante a noite ouviram barulho que parecia de tropa de burro chegando na casa. De manhã cedo, ouviram barulho de pilão batendo. Aproximaram-se com cautela, protegendo-se nas árvores. Maria ia à frente. A uns 50 metros da casa, recebeu um tiro e caiu morta. Os outros dois retiraram-se rapidamente. Dez minutos depois, os helicópteros metralhavam as áreas próximas da casa. Alguns elementos de massa disseram, mais tarde, que Maria fora morta com um tiro de espingarda desfechado por Coioió. Este, logo depois, desapareceu com toda a família.
Regilena Carvalho Leão de Aquino, companheira de Jaime Petit, irmão de Maria Lúcia, e uma das poucas sobreviventes da guerrilha deu um depoimento falando sobre a noite da fatalidade: 
"As primeiras horas do dia 16 de junho de 1972, a menos de 2 km da casa do ‘João Coioió’, Jaime, Daniel (Daniel Ribeiro Callado) e eu, fomos acordados com o disparo de um tiro ao longe e um outro em seguida. Da mesma direção dos sons dos disparos, metralhadoras foram acionadas, quando o ruído distante de um helicóptero em movimento tornava-se próximo das imediações. Estávamos acampados na retaguarda para aguardar Maria (Maria Lúcia Petit da Silva), Cazuza (Miguel Pereira dos Santos) e Mundico (Rosalindo de Souza) para ajudá-los no transporte dos mantimentos encomendados ao ‘João Coioió’. Retiramo-nos imediatamente e, ao final da tarde, acampamos nas cabeceiras da chamada Grota da Cigana. Momentos mais tarde, enquanto preparávamos o jantar, milho maduro em água de sal, cozido em fogo brando, para esperar os três companheiros ausentes, surgiram Cazuza e Mundico, ensopados de suor e aflição. Perguntei por Maria e a resposta do Cazuza foi direta e crua: ‘a reação a matou’”.
Regilena afirma ter visto objetos de uso pessoal de Maria Lúcia quando presa na base militar de Xambioá: um par de chinelos e uma escova de dentes.
Não há uma versão oficial do Exército Brasileiro (EB) sobre a morte de Maria Lúcia.

## Exumação e identificação
Enterrada em sigilo pelos militares no cemitério de Xambioá, envolta num tecido de pára-quedas e com a cabeça coberta por um plástico, foi dada como desaparecida por quase duas décadas, até que seus seus restos mortais foram localizados em 1991 e identificados em 1996, após cinco anos de perícias na UNICAMP, sendo sepultados na cidade de Bauru, estado de São Paulo. Ela,é um dos dois únicos guerrilheiros do Araguaia até hoje identificados por exame de DNA.
Durante os cinco anos seguintes de sua morte, sua mãe, Julieta, uma costureira que vivia em São Paulo, acreditava que seus três filhos estivessem presos ou vivendo no exterior, impossibilitados de se comunicarem com ela. Ao lado de um retrato de Maria Lúcia, colocava religiosamente uma flor no dia do aniversário da filha, que só retirava quando as pétalas caiam.
Foi a Lei n. 9140/95 que reconheceu sua morte. O texto da lei  reconhece como mortas pessoas desaparecidas em razão de participação, ou acusação de participação, em atividades políticas, entre 02/09/61 a 15/08/79, e que por este motivo tenham sido detidas por agentes públicos, achando-se, desde então, desaparecidas, sem que delas haja notícias. No Anexo I desta Lei foram publicados os nomes das pessoas que se enquadram na descrição acima. Ao todo são 136 nomes.

## Homenagens
Em 15 de junho de 1996, houve um culto ecumênico e vigília em sua homenagem na Câmara Municipal de São Paulo. No dia seguinte, seus restos mortais foram trasladados para o cemitério de Bauru, São Paulo, com a presença de sua mãe, Julieta Petit da Silva, morta em 2007, sem ter conseguido encontrar os restos mortais de seus dois outros filhos desaparecidos na Guerrilha do Araguaia, Lúcio e Jaime. Em sua homenagem, seu nome foi dado a duas ruas em São Paulo (no bairro Jardim Toca e Jardim Keralux); Belo Horizonte (Jardim das Nações); e Campinas (SP), no bairro Visconde do Rio Branco); e, no Rio de Janeiro, a uma praça no bairro Santa Cruz. Em outra homenagem, Maria Lúcia passou a denominar uma escola primária na Freguesia do Ó, em São Paulo.
Maria Lucia Petit da Silva foi homenageada na 1º edição do Prêmio Beth Lobo de Direitos Humanos das Mulheres, promovido pela Assembleia Legislativa de São Paulo, no ano de 2012.
Na Zona Norte do município de São Paulo há a EMEI Prof.ª Maria Lúcia Petit Da Silva. A EMEI (Escolas Municipais de Educação Infantil) localiza-se na Rua Solar, 303, Jardim Antártica.

## Família dizimada
Em 1973, Jaime Petit da Silva foi assassinado pelo regime militar. Um ano depois, Lúcio, o mais velho, teve o mesmo destino. A mãe, Laura, sabia do envolvimento dos filhos com a política, mas não do envolvimento direto com a Guerrilha. Até a Lei da Anistia, em 1979, acreditou que eles pudessem estar vivos.

## Corte Interamericana de Direitos Humanos e Comissão Nacional da Verdade
Em 2010, a Corte Interamericana de Direitos Humanos condenou o Brasil pelas violações cometidas durante o período da ditadura militar. O processo surgiu a partir de uma petição conjunta do ‘Centro pela Justiça e o Direito Internacional’ (CEJIL) e da ‘Human Rights Watch/Américas.
A decisão determinou que a Lei da Anistia fosse invalidada parcialmente, para não vetar a investigação dos envolvidos nas violações de direitos humanos.
Em 2011, foi criada em São Paulo, através da Resolução n. 36, a Comissão da Verdade, que tem como objetivo apurar e esclarecer as violações cometidas durante a ditadura militar, incluindo o caso de Maria Lúcia Petit.